# Michelle Keegan
Michelle Keegan (Stockport, 3 juni 1987) is een Brits televisie- en filmactrice. Ze is bekend van haar rol van Tina McIntyre in de ITV-soap Coronation Street tussen 2008 en 2014. In 2016 speelde ze de hoofdrol van korporaal Georgie Lane in de BBC-dramaserie Our Girl. Keegan speelde ook als Tracy in Ordinary Lies (2015) en als Tina Moore in Tina en Bobby (2017). Daarnaast speelde ze de rol van Maya Stern in de serie Fool me Once (2024).

## Jonge jaren
Keegan werd geboren in Stockport. Haar overgrootmoeder was een Gibraltarese die trouwde met een Britse soldaat gestationeerd in Gibraltar. Ze ging naar St. Patrick's RC High School in Eccles, Manchester, en studeerde later aan de Manchester School of Acting. Ze werkte voor haar carrière als actrice ook bij Selfridges en als incheckmedewerker op Manchester Airport.

## Carrière
Eind 2007, pas na haar tweede auditie, verwierf Keegan de rol van Tina McIntyre in Coronation Street. Ze versloeg hiermee 900 anderen die auditie voor de rol hadden gedaan. Ze besloot na zes jaar te stoppen met de serie en was voor het laatst te zien op 2 juni 2014. Gedurende de tijd dat ze aan de serie deelnam, verscheen haar personage Tina in veel spraakmakende verhaallijnen. The Guardian nam haar in 2010 op in een lijst van de tien beste Coronation Street-personages aller tijden. In 2008 vloog de actrice naar Zuid-Afrika voor de opnamen van de film Coronation Street: Out of Africa, een spin-off van Coronation Street waarin ze eveneens Tina speelde.
In juni 2009 maakte Keegan haar radiodebuut bekend als medepresentator van het BBC Radio 1-programma The Official Chart.
In juni 2014 begon ze aan een Europese tournee om op te treden als Tinkerbell in Peter Pan en in 2015 speelde ze als Tracy in de tv-dramaserie Ordinary Lies van de BBC. In juni 2015 werd aangekondigd dat ze de hoofdrol zou spelen van korporaal Georgie Lane in het tweede seizoen van de BBC-dramaserie Our Girl, die in september 2016 werd uitgezonden; het derde seizoen bestaande uit 12 afleveringen uitgezonden in oktober 2017. In 2016 speelde ze een gastrol in de ITV2-comedyserie Plebs. In juni 2016 begon ze aan de opnamen van de ITV-dramaserie Tina en Bobby, gebaseerd op de relatie van Tina Dean en Bobby Moore, waarin ze Tina speelde; het was een driedelige serie die werd uitgezonden in januari 2017.

## Privéleven
Keegan had vanaf december 2010 een relatie met Max George, zanger van The Wanted. Het paar verloofde zich in juni 2011, maar ging een jaar later uit elkaar. In september 2013 kondigde de actrice na een verkering van negen maanden haar verloving met voetballer Mark Wright aan. Ze trouwden op 24 mei 2015.

## Trivia
- Keegan stond in januari 2011 op de omslag van het mannentijdschrift FHM en werd in 2010 en 2011 respectievelijk 30e en 26e in de 100 Sexiest Women-verkiezing van het blad. In maart 2013 verscheen ze opnieuw op de omslag van FHM en ze werd vierde en eerste in respectievelijk 2013 en 2015.[19]

## Filmografie
| Jaar      | Titel                            | Rol                         | Opmerking                                  |
| --------- | -------------------------------- | --------------------------- | ------------------------------------------ |
| 2008-2014 | Coronation Street                | Tina McIntyre               | Regelmatige rol; 861 afleveringen          |
| 2008      | Coronation Street: Out of Africa | Tina McIntyre               | Direct-naar-video-film; cameo              |
| 2009      | Red Dwarf: Back to Earth         | Haarzelf                    | Deel 3                                     |
| 2013      | Citroen La Vida Loca             | Haarzelf                    | Aflevering "Keith's Birthday"              |
| 2015      | Gewone leugens                   | Tracy                       | Hoofdrol                                   |
| 2016-     | Our Girl                         | Lance Corporal Georgie Lane | Hoofdrol (vanaf serie 2)                   |
| 2016      | Dronken geschiedenis             | Koningin Elizabeth I        | Serie 2, aflevering 1                      |
| 2016-     | Onze meid                        | Lance Corporal Georgie Lane | Hoofdrol (vanaf serie 2)                   |
| 2016      | Plebs                            | Ursula                      | Aflevering "The Vestal"                    |
| 2016      | Crystal Maze                     | Zichzelf; mededinger        | Celebrity Stand Up Cancer Special 2016     |
| 2017      | Tina en Bobby                    | Tina Moore                  | Hoofdrol                                   |
| 2017      | Dronken geschiedenis             | Mary, Queen of Scots        | Serie 2, aflevering 3                      |
| 2017      | The Keith & Paddy Picture Show   | Prinses Leia                | Aflevering "Star Wars: Return of the Jedi" |
| 2018      | Strangeways Here We Come         | Demi                        |                                            |
| 2024      | Fool Me Once                     | Maya Stern                  | Hoofdrol                                   |

## Theater
| Jaar      | Titel     | Rol        | Opmerking        |
| --------- | --------- | ---------- | ---------------- |
| 2014-2015 | Peter Pan | Tinkerbell | Europese tournee |